# Sächsische Bibliografie

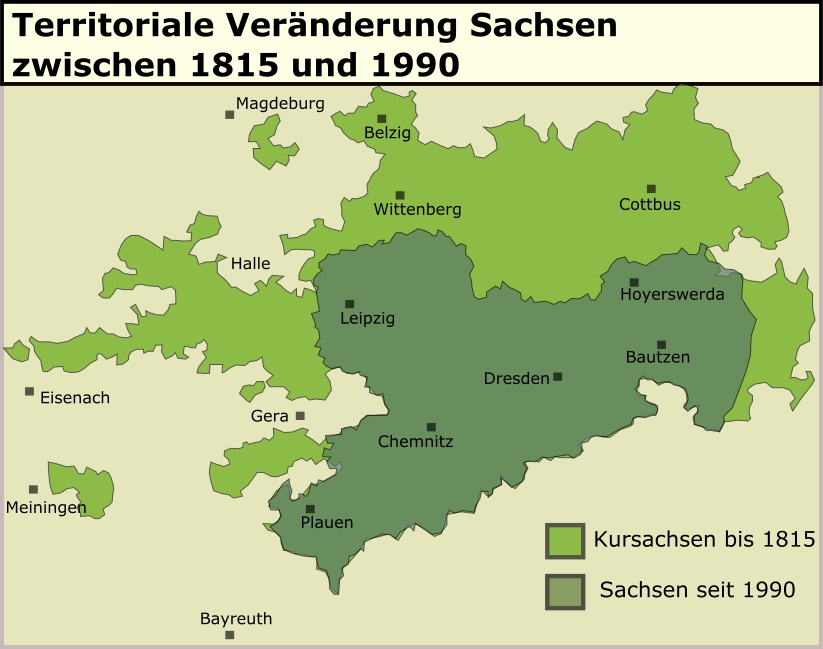
Territoriale Entwicklung Sachsens zwischen 1815 und 1990

Die Sächsische Bibliografie verzeichnet als Regionalbibliografie selbstständige und unselbstständige Publikationen aller Medienarten, die sich inhaltlich auf Sachsen beziehen, wobei weitgehende Vollständigkeit angestrebt wird. Grundlage hierfür bilden die in der Sächsischen Landesbibliothek – Staats- und Universitätsbibliothek Dresden gesammelten Pflichtexemplare. Seit 1992 erfolgt die laufende Verzeichnung datenbankgestützt. 1998 wurde die Bibliografie im Internet abrufbar, seit 2006 geschieht dies im Rahmen des Südwestdeutschen Bibliotheksverbunds (SWB).
Historisch miteinbezogen werden das wettinische Herzogtum, das Kurfürstentum, das Königreich, das Land Sachsen und die DDR-Bezirke Dresden, Leipzig und Karl-Marx-Stadt.

## Geschichte

### 18. Jahrhundert

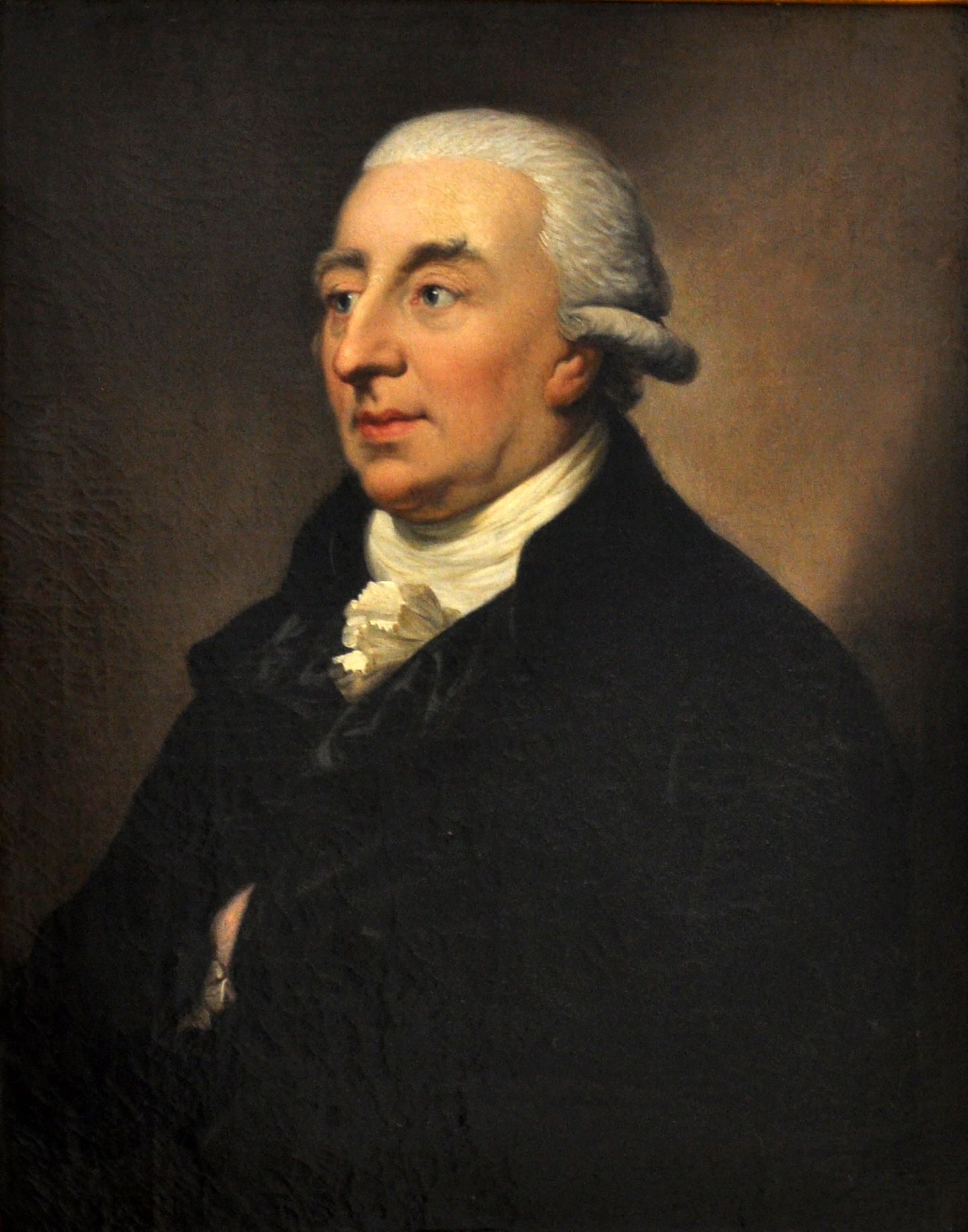
Johann Christoph Adelung, Gemälde von Anton Graff

Ende des 18. Jahrhunderts begann der Oberbibliothekar Johann Christoph Adelung an der Kurfürstlichen Öffentlichen Bibliothek in Dresden systematisch Literatur zur sächsischen Landesgeschichte und Landeskunde zu sammeln. Es entstand rasch eine der bedeutendsten Saxonica-Sammlungen. Zeitgleich verfasste Benjamin Gottfried Weinart das 1790/91 in Druck erschienene zweibändige bibliografische Werk Versuch einer Litteratur der sächsischen Geschichte und Staatskunde. Dieses blieb lange das Standardwerk, obwohl fehlende Register und Lückenhaftigkeit die Benutzung erschwerten. Die regionale Pflichtablieferung begünstigte den Aufbau der Dresdner Saxonica-Sammlung und die spätere Erarbeitung der Landesbibliografie.

### GrundwerkLitteratur der Landes- und Volkskunde des Königreichs Sachsen
Im Auftrag des Vereins für Erdkunde zu Dresden erarbeitete Paul Emil Richter, Oberbibliothekar der Königlich Öffentlichen Bibliothek, 1889 eine Bibliografie zur Landes- und Volkskunde des Königreichs Sachsen und zur Ortsgeschichte. Im selben Jahr legte er das Grundwerk Litteratur der Landes- und Volkskunde des Königreichs Sachsen vor. Es beinhaltet ca. 6000 Titel bis zum Berichtsende 1889. Aufgenommen wurde selbständig und unselbständig erschienene Literatur, die sich mit der Landes- und Volkskunde Sachsens beschäftigt und nicht in Weinarts Bibliografie verzeichnet war. Das Werk umfasst insgesamt sieben Bände mit Nachträgen, die 1892 bis 1909 erschienen.
Die Aussetzung des Pressegesetzes von 1848 bis 1851 und die Abschaffung der Regelung zur regionalen Pflichtablieferung im Jahr 1870 führten zu erheblichen Bestandslücken in der Königlich Öffentlichen Bibliothek.
Ab 1903 wurde auch Literatur zur Geschichte Sachsens berücksichtigt. Ab 1909 übernahm die Bibliothek die alleinige Verantwortung für die Weiterführung der Bibliografie. Die Fortsetzungsbände erschienen innerhalb der Jahresberichte der Königlich Öffentlichen Bibliothek. Der letzte Band erschien 1918 für das Berichtsjahr 1917. Richters Sohn veröffentlichte 1923 ein Generalregister für die Jahre 1909 bis 1917. Die Bibliografie ergänzt Weinarts Werk und die laufende sächsische Bibliografie bis in den Ersten Weltkrieg. Die Lückenhaftigkeit und die späte bzw. fehlende Verzeichnung von Literatur zur Landes- und Regentengeschichte wird als problematisch eingeschätzt. 1917 wurde die Weiterführung dieser Bibliografie zugunsten der Bibliographie der sächsischen Geschichte eingestellt.

### Bibliographie der sächsischen Geschichte

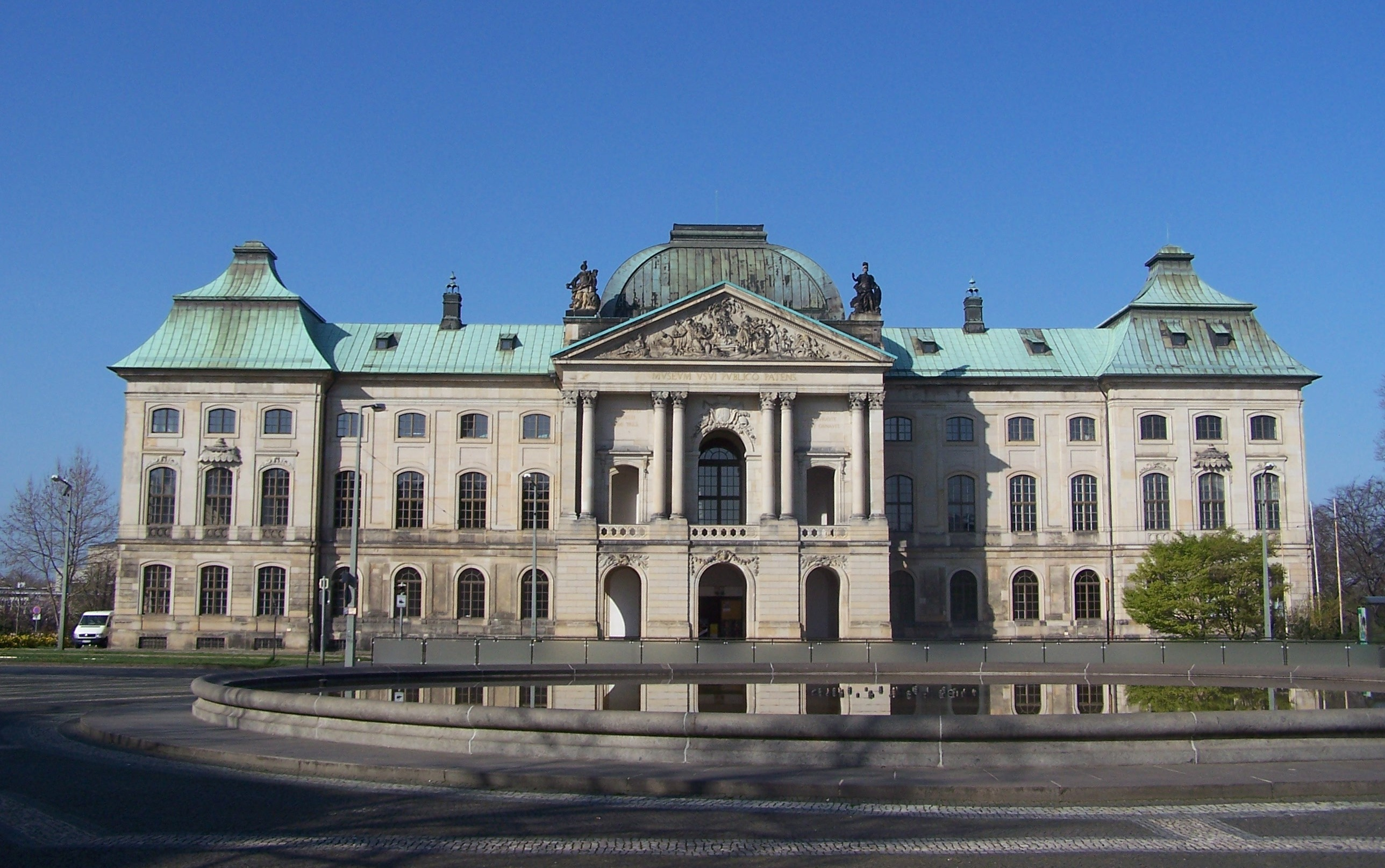
Das Japanische Palais beherbergte die Landesbibliothek 159 Jahre

Die 1896 gegründete Königliche Kommission für sächsische Geschichte veranlasste eine regelmäßig erscheinende sächsische Bibliografie. An der Königlich Öffentlichen Bibliothek sollte das bibliografische Manuskript erstellt werden, die Kommission selbst besorgte die Herausgabe und den Druck. Das Vorhaben war geisteswissenschaftlich und landesgeschichtlich orientiert. Naturwissenschaftliche Schriften fanden keine Aufnahme. Das Projekt war primär als retrospektives Grundwerk konzipiert, nach Themenbänden sortiert. Als letztes Berichtsjahr wurde das Jahr 1900 gewählt. Ergänzungsbände sollten für folgenden Jahre erstellt werden. Es wurde davon ausgegangen, das Grundwerk abzuschließen, bevor der erste Nachtragsband erarbeitet werden musste, damit eine laufend aktuelle Bibliografie entstünde. Dieses Vorgehen sollte von Beginn an eine konzeptionelle Schwachstelle bleiben.
Unter der Leitung von Viktor Hantzsch sammelten zwei Mitarbeiter der Bibliothek ab 1901 Saxonica-Titel in Zettelkästen, wodurch bis 1907 ca. 62.000 Titel zusammengetragen wurden. Ein gedruckter Band erschien dennoch nicht. Zwei Lösungen des konzeptionellen Problems standen zur Wahl: die Fortsetzung mit zusätzlichem Personal oder die Verzeichnung der laufenden Publikationen anstatt der Arbeit an einem Grundwerk. Beide Lösungen wurden verworfen; das letzte Berichtsjahr 1907 wurde auf 1910 angehoben, der früheste Erscheinungstermin wurde so um mehrere Jahre verschoben.
Ab 1911 übernahm Rudolf Bemmann federführend die Arbeit an der Bibliografie. 1914 wurde der erste Teil fertiggestellt, allerdings wurde Band I,1 wegen des Ersten Weltkriegs erst 1918 gedruckt. Nach dem Weggang Bemmanns stieg 1918 Jakob Jatzwauk in das Projekt ein. 1921 erschien der 2. Halbband. Wegen knapper Personalmittel betrieb Jatzwauk dieses Projekt von da an ehrenamtlich. Nur dank seines Engagements sind Neuerscheinungen zwischen 1918 und 1945 überhaupt verzeichnet worden. Ziel war weiterhin die Fertigstellung des retrospektiven Grundwerks. 1923 erschien der II. Band, 1928 und 1932 erschienen Band III,1 und III,2. Bis 1945 noch nicht gedruckt waren Band III,3, der Bibliografien für die Städte Leipzig, Dresden und Chemnitz enthalten sollte, und der sog. Biografienband. Geplant war ein ausführliches Register aller bisherigen Bände.
Ab 1950 wurde wieder intensiver an der retrospektiven Bibliografie gearbeitet: Dorothee Denecke wurde mit der Herstellung des Registerbandes beauftragt. Die Arbeit an den Städte-Bibliografien wurde wieder aufgenommen. Der Registerband erschien erst 1973 und 1974 als Bände IV,1 und IV,2. In den 1980er Jahren gab es noch keine veröffentlichte Bibliografie für die Berichtsjahre 1945–1960, was zu einer Lücke in der bibliografischen Verzeichnung führte. Das zweibändige Werk erschien unter der Leitung von Dorothee Denecke 1989 und 1990 als Band V der Bibliographie der sächsischen Geschichte. Als Vorläuferin der Sächsischen Bibliografie ist sie bereits nach deren Systematik und Prinzipien aufgebaut. Aufgrund des Personalmangels handelt es sich dabei um eine starke Literaturauswahl.

### Sächsische Bibliographie

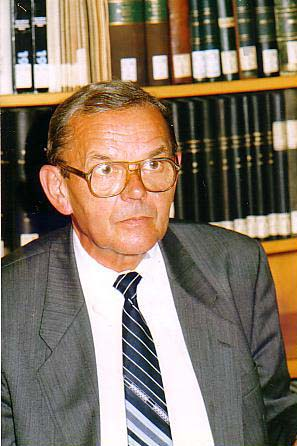
Burghard Burgemeister

1960 führten Überlegungen des im Jahr zuvor eingesetzten Bibliotheksdirektors Burghard Burgemeister an der Sächsischen Landesbibliothek zu einer Weiterführung der Bibliografie. Die laufende Verzeichnung der Neuerscheinungen wurde verstärkt. Über geisteswissenschaftliche Aspekte hinaus wurden fortan alle Themenbereiche verzeichnet. Dadurch erfolgte der „grundlegend[e] Wandel von einer Fachbibliographie mit regionalem Bezug zur regionalen Universalbibliographie“, erkennbar am neuen Namen der Bibliografie: Sächsische Bibliographie.
Die neu eingerichtete gleichnamige Dienststelle an der Landesbibliothek wurde mit zwei Planstellen ausgestattet. 1962 erschien der erste Band über den Berichtszeitraum 1961, womit die Sächsische Bibliographie nahtlos an die Bibliographie der sächsischen Geschichte anknüpfen sollte. Die Bibliografie war nun in drei Teile gegliedert: der systematische allgemeine Sachteil, der Ortsteil und der Personenteil. Ein Verfasser- und Sachtitelregister und ein Namen- und Sachregister kamen hinzu. Regelmäßig erschien ein retrospektiver Jahresband in gedruckter Form. Ab 1992 wurde die Druckvorlage datenbankgestützt mithilfe des Computerprogramms ABACUS (Automatische Bibliographieverarbeitung von Allegro-C bis zum umbrochenen Satz) her. 1998 wurde die Datenbank frei im Internet zur Verfügung gestellt. Durch die Umstellung auf das Programm PIEWIN, das eine benutzerfreundlichere Oberfläche bot, stieg die Nutzung der Online-Datenbank an, und ab 2003 wurde die Druckvariante der Bibliografie eingestellt. Dadurch ist der Jahresband 2001 die letzte gedruckte Ausgabe.

### Sächsische Bibliografie online
Die Internet-Datenbank Sächsische Bibliografie online wurde in einer separaten ABACUS-Datenbank mit eigenem Katalogisierungsmodul und speziellen Applikationen gepflegt. 2005 wurden Verlinkungen über die Bestandssignatur auf den lokalen OPAC der Staatsbibliothek eingerichtet. Ab 2006 erfolgte die Integration der Bibliografie in das Verbundsystem des Südwestdeutschen Bibliotheksverbunds (SWB), sodass die Bestandsnachweise in allen Verbundbibliotheken ermöglicht wurden. Zwei Jahre dauerten die Konvertierungsarbeiten. 2008 wurde die neue Datenbank SäBi Online veröffentlicht. Es folgte die retrospektive Konversion der gedruckten Kataloge, zuerst für die Jahre 1945 bis 1991, anschließend jahresweise absteigend, finanziert aus Mitteln aus des Europäischen Fonds für regionale Entwicklung (EFRE). Vorrangig retrokonvertiert wurde der Biografische Zettelkatalog, der Grundlage für den unveröffentlichten Biografienband war.
2002 integrierte die Bibliothek die Sächsische Bibliografie online in den überregionalen Katalog Virtuelle Deutsche Landesbibliographie (VDL). 2005 startete die SLUB Dresden zusammen mit dem Institut für Sächsische Geschichte und Volkskunde e. V. (ISGV) das Projekt Virtuelle Bibliothek zur Landesgeschichte Sachsens (ViBLS). Die Bibliografie sollte dabei eine zentrale Rolle übernehmen. 2008 wandelte man ViBLS in das Landesportal sachsendigital.de um. Seit Januar 2019 sind diese Angebote unter neuem Namen und mit neuen Funktionen als Regionalportal Saxorum (SXRM) online.